# Отель «Эдем»
«Отель „Эдем“» — советский фильм 1991 года режиссёра Владимира Любомудрова.

## Сюжет
Три молодые и очень милые женщины — Вера, Надежда, Любовь — приезжают на отдых в Крым, где остановились в отеле «Эдем». Но по дьявольскому замыслу всякий, кто прибывает в этот отель, должен на седьмой день предаться греховным утехам, а на тринадцатый — отдать душу Сатане… Только с помощью ангела-спасителя женщины не поддаются многочисленным искушениям, в которые их вводят Сатана и его любимая бесовка.

## В ролях
- Леонид Марков — Сатана
- Татьяна Догилева — ведьма, прислужница Сатаны
- Александр Панкратов-Чёрный — Саша, Ангел-Хранитель
- Ольга Толстецкая — Вера
- Екатерина Урманчеева — Надежда
- Маргарита Шубина — Любовь
- Ирина Гордина — спутница Саши
- Роман Громадский — директор отеля
- Борис Романов — бармен
- Владимир Сичкарь — массажист
- Олег Штефанко — спасатель
- Николай Романов — подручный Сатаны
- Виктор Борцов — Вася, муж Любы
- Алексей Бурыкин — Алёша, муж Веры
- Александр Мохов — Саша, муж Нади
- Виктор Сергеев — художник
- Сергей Пенкин — певец в ресторане (нет в титрах)